# Ulcera di Mooren
L'ulcera di Mooren, anche chiamata ulcera rodente è una rara forma di cheratite cronica, che si localizza inizialmente alla periferia della cornea per poi spostarsi circonferenzialmente e centripetamente.

## Epidemiologia
Colpisce entrambi i sessi, con una lieve preferenza per il genere maschile, e oltre i 40 anni di età nel 75% dei casi.

## Eziologia
Le cause della malattia sono sconosciute, ma si ritiene possano essere basate su di un meccanismo autoimmune verso antigeni specifici del tessuto corneale. Non è tuttavia associata a malattie sistemiche. L'alta prevalenza della malattia nei paesi africani ha fatto ipotizzare una correlazione con elmintiasi altrettanto prevalenti e una sua natura post-infettiva.

## Clinica
I pazienti lamentano forte dolore, fotofobia e visione offuscata. La malattia si può complicare con perforazioni corneali, infezioni opportunistiche, grave astigmatismo, cataratta e glaucoma.
Sono state descritte due forme della malattia:
- una forma tipica, generalmente monolaterale con decorso lento e prognosi buona
- una forma atipica, spesso bilaterale, con decorso rapidamente progressivo e prognosi infausta

## Trattamento
In assenza di trattamento la malattia progredisce fino alla cecità nel giro di 6-18 mesi. La terapia prevede la somministrazione topica di corticosteroidi, mentre nei casi più gravi, soprattutto quelli bilaterali, si deve instaurare una terapia immunosoppressiva basata su ciclofosfamide o ciclosporina. La rimozione del tessuto necrotico tramite intervento chirurgico o crioablazione può essere efficace, ma solo nella forma monolaterale.